# Bargen (Schaffhausen)
Bargen é uma comuna da Suíça, no Cantão Schaffhausen, com 259 habitantes em 2010. Estende-se por uma área de 8.27 km², de densidade populacional de 37.73 hab/km². Confina com as seguintes comunas: Blumberg (DE - BW), Merishausen, Tengen (DE-BW).
A língua oficial nesta comuna é o alemão.